# Dominsel (Posen)

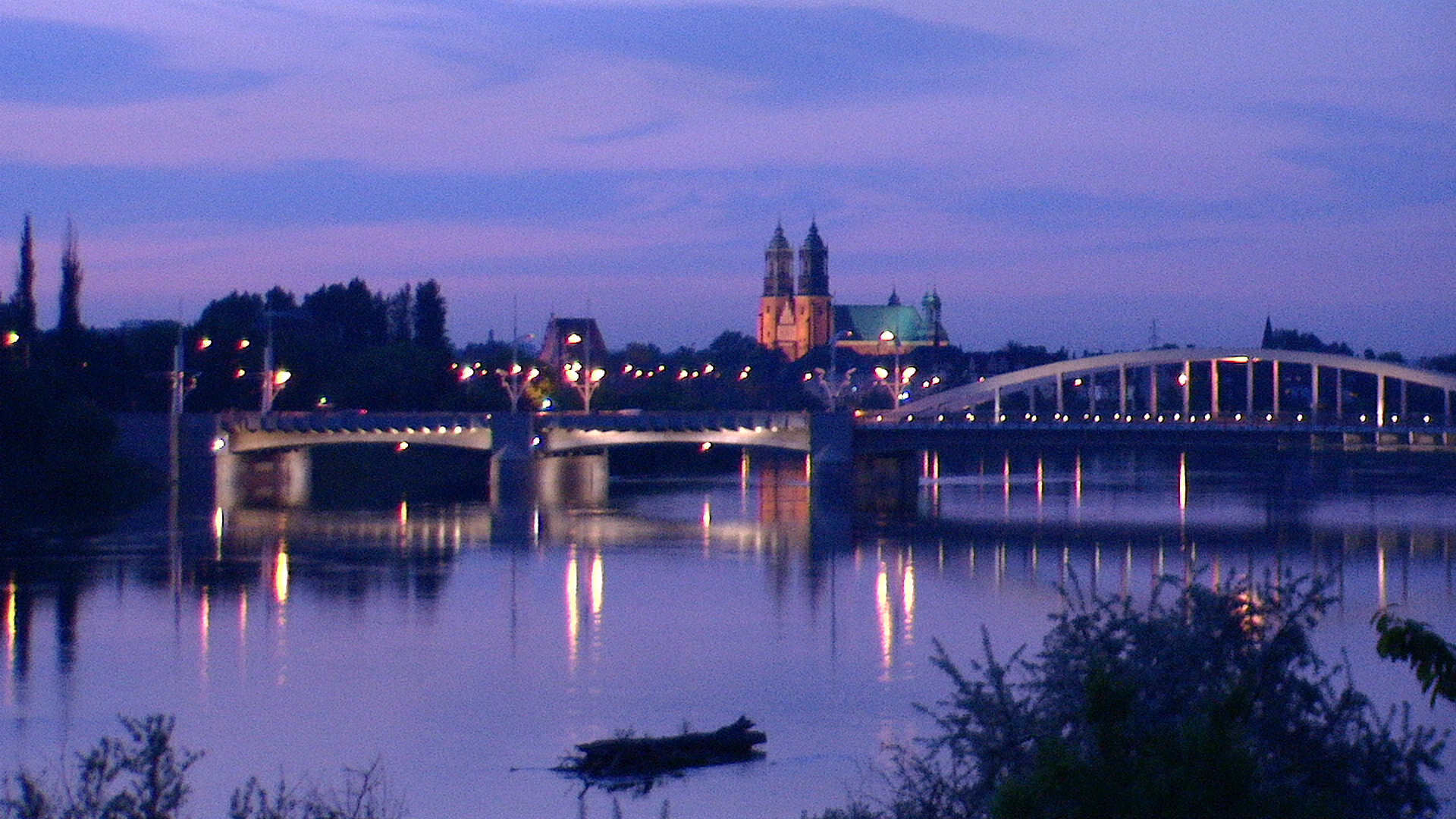
Dominsel

Die Posener Dominsel  (polnisch: Ostrów Tumski) ist ein Stadtteil in der Mitte der polnischen Stadt Posen. Er besteht aus der historischen Keimzelle der Stadt auf einer Wartheinsel. Hier bestand ein slawischer Burgwall, später eine Burg und ab dem Jahr 968 das Erzbistum Posen. Auf der Dominsel befinden sich zahlreiche backsteingotische Kirchen. Mittlerweile ist die Dominsel die letzte Insel der zuvor zahlreichen Inseln auf der Warthe in Posen.

## Bauten
Zu den bekanntesten Bauten auf der Dominsel zählen:
- Der (namensgebende) Posener Dom
- Die Marienkirche
- Die Lubrański-Akademie
- Das Erzbischöfliche Palais